# La Force (Botticelli)
Pour les articles homonymes, voir La Force.
La Force (en italien : Fortezza) est une peinture allégorique de Sandro Botticelli, datant de 1470, conservée à la Galerie des Offices à Florence.

## Histoire
Il s'agit probablement de l'œuvre datée la plus ancienne de Botticelli.
Un contrat datant du 18 août 1469 stipule une commande de sept Vertus à Piero Pollaiuolo par le Tribunale della Mercanzia (it) qui diligentait les Corporations d'arts et métiers médiévales de Florence, afin de décorer les dossiers des bancs de la salle des audiences du siège situé piazza della Signoria.
Une deuxième délibération fait état de la confirmation de la commande à laquelle a probablement participé Antonio, le frère de Piero.
L'atelier du Pollaiuolo porta à terme six des sept tableaux prévus, tandis que le jeune Sandro Botticelli réalisa le septième « La Force ».
Le jeune peintre a été choisi sur proposition du magistrat de la Mercatura Tommaso Soderini, à son tour conseillé par Pierre Ier qui avait pris l'artiste sous sa protection.
Ce choix a été fait en 1469, le tableau a été alloué au cours du mois de mai 1470, et a été livré le 18 août, date correspondant au versement du solde de la commande.
La peinture plut aux commanditaires, qui auraient voulu confier à Botticelli la réalisation d'une seconde Vertu, mais les énergiques protestations du Pollaiuolo, soutenu par l'Arte dei Medici e Speziali corporation à laquelle les peintres étaient affiliés, firent échouer l'initiative.
L'œuvre a été citée par Albertini en 1510. À la suite de la suppression du tribunal en 1777, elle a été transportée à la Galerie des Offices où elle a été exposée seulement à partir de 1861, car son état de conservation était jugé décadent et seule la Vertu Prudence était exposée.
La peinture a fait l'objet d'une restauration en 1997 qui a permis de récupérer la force plastique de la figure, la luminosité du trône et de la cuirasse tandis que la fraîcheur du visage est restée altérée à la suite des précédentes interventions.
Par la même occasion, le tableau a été examiné par réflectographie infrarouge optique qui a mis en évidence le dessin préparatoire très élaboré qui a subi diverses corrections au cours de l'exécution de l'œuvre.

## Thème
La représentation allégorique obéit à plusieurs règles dans le but de représenter des idées abstraites sous forme de figures humaines ou animales, ou d'objets symboliques.
Parmi elles celles des Vertus cardinales sont dédiées aux valeurs humaines.
Celle de la Force se doit d'être représentée avec les attributs permettant le courage, soit l'armure, un bâton de commandement…

## Description
La figure est construite selon une diagonale qui lui permet d’occuper tout l’espace. La Force, interprétée comme « détermination », tient le sceptre du commandement à la main, assise sur un ample trône semblant taillé dans le marbre avec accoudoirs, inspiré d'Andrea del Verrocchio. Son coude gauche repose sur la colonne, un autre de ses attributs.
La couleur et la plasticité dérivent de l'art de Fra Filippo Lippi, premier maître de Sandro Botticelli, ainsi que le physique et la beauté idéalisée du modèle féminin, bien qu'un peu énergique et légèrement mélancolique, typique de Botticelli. Les formes sont solides et monumentales, animées d'une tension linéaire apprise auprès d'Antonio Pollaiuolo.
Le trône, à différence de l'austère banc en marbre de Pollaiuolo, est richement décoré et comporte des formes fantastiques rappelant les qualités morales nécessaires dans l'exercice de la magistrature, une allusion symbolique au « trésor » qui accompagnait la possession de cette vertu.

## Analyse
L'utilisation de couleurs sombres font ressortir par contraste la figure principale. Il en ressort une sensation que la figure ne semble pas assise, mais apposée au premier plan, dans un espace spatio-temporel. La richesse du drapé de la veste semblable au « bagnato » de Verrocchio, définit la structure corporelle, mais en même temps la dématérialise en privilégiant la ligne du contour par rapport aux autres éléments expressifs.
Une grande maîtrise est palpable dans la représentation de l'armure brillante et finement décorée, démontrant une connaissance approfondie de l'orfèvrerie.
La recherche continuelle de la beauté absolue, au-delà du temps et de l'espace, fera que Botticelli se détachera progressivement des modèles initiaux et élaborera un style substantiellement divers de celui de ses contemporains, qui le rendirent pratiquement unique dans le panorama artistique florentin de l'époque.
Botticelli démontre sa maîtrise dans le rendu des lueurs métalliques de l’armure, le relief constitué par des feuilles d’acanthe luxuriantes disposées en volutes sur le trône et les détails ornementaux de la figure comme les joyaux sur le front et le vêtement dont les tissus légers retombent en cascade sur la taille, formant des plis soigneusement disposés.
Les perles du diadème sont un symbole de pureté virginale